# Premier League 2022/2023
Premier League 2022/2023 var den 31:a säsongen av Premier League, Englands högsta division i fotboll för herrar. Säsongen inleddes den 5 augusti 2022 och avslutades den 28 maj 2023.
Manchester City är regerande mästare efter att ha vunnit Premier League både säsongen 2020/21 och säsongen 2021/22.
Nytt för säsongen 2022/23 är att klubbarna tillåts göra fem byten (tidigare tre) under tre tillfällen i matchen samt halvtid likt övriga topp 6-ligor i Europa (Bundesliga, Ligue 1, Eredivisie, La Liga och Serie A). Det kommer även vara ett uppehåll under säsongen för VM 2022 i Qatar. De sista matcherna innan uppehållet kommer att spelas helgen den 12 och 13 november 2022 och de första matcherna efter VM spelas återigen den 26 december 2022, åtta dagar efter VM-finalen.
Manchester City blev Premier League-mästare för sjunde gången och engelska mästare för totalt nione gången. Det var klubbens tredje raka Premier League-titel och den femte titel på sex år. City säkrade ligasegern med tre matcher kvar att spela efter Arsenal förlorade borta mot Nottingham Forest med 1–0.

## Lag
Arsenal

Brentford

Chelsea

Crystal Palace

Fulham

Tottenham Hotspur

West Ham United
Aston Villa

Wolverhampton Wanderers

### Arenor
| Lag                     | Ort            | Arena                       | Kapacitet |
| ----------------------- | -------------- | --------------------------- | --------- |
| Arsenal                 | London         | Emirates Stadium            | 60 704    |
| Aston Villa             | Birmingham     | Villa Park                  | 42 657    |
| Bournemouth             | Bournemouth    | Dean Court                  | 11 307    |
| Brentford               | London         | Brentford Community Stadium | 17 250    |
| Brighton & Hove Albion  | Brighton       | Falmer Stadium              | 31 800    |
| Chelsea                 | London         | Stamford Bridge             | 40 343    |
| Crystal Palace          | London         | Selhurst Park               | 25 486    |
| Everton                 | Liverpool      | Goodison Park               | 39 414    |
| Fulham                  | London         | Craven Cottage              | 22 384    |
| Leeds United            | Leeds          | Elland Road                 | 37 608    |
| Leicester City          | Leicester      | King Power Stadium          | 32 262    |
| Liverpool               | Liverpool      | Anfield                     | 53 394    |
| Manchester City         | Manchester     | Etihad Stadium              | 53 400    |
| Manchester United       | Manchester     | Old Trafford                | 74 310    |
| Newcastle United        | Newcastle      | St James' Park              | 52 305    |
| Nottingham Forest       | West Bridgford | City Ground                 | 30 332    |
| Southampton             | Southampton    | St Mary's Stadium           | 32 384    |
| Tottenham Hotspur       | London         | Tottenham Hotspur Stadium   | 62 850    |
| West Ham United         | London         | London Stadium              | 62 500    |
| Wolverhampton Wanderers | Wolverhampton  | Molineux Stadium            | 31 750    |

### Klubbinformation
| Lag                     | Tränare          | Kapten            | Ställtillverkare | Tröjsponsor        |
| ----------------------- | ---------------- | ----------------- | ---------------- | ------------------ |
| Arsenal                 | Mikel Arteta     | Martin Ødegaard   | Adidas           | Fly Emirates       |
| Aston Villa             | Unai Emery       | John McGinn       | Kappa            | Cazoo              |
| Bournemouth             | Gary O'Neil      | Neto              | Umbro            | Dafabet            |
| Brentford               | Thomas Frank     | Pontus Jansson    | Umbro            | Hollywoodbets      |
| Brighton & Hove Albion  | Roberto De Zerbi | Lewis Dunk        | Nike             | American Express   |
| Chelsea                 | Frank Lampard    | César Azpilicueta | Nike             | 3                  |
| Crystal Palace          | Roy Hodgson      | Luka Milivojević  | Macron           | Cinch              |
| Everton                 | Sean Dyche       | Séamus Coleman    | Hummel           | Stake.com          |
| Fulham                  | Marco Silva      | Tim Ream          | Adidas           | W88                |
| Leeds United            | Sam Allardyce    | Liam Cooper       | Adidas           | SBOTOP             |
| Leicester City          | Dean Smith       | Jonny Evans       | Adidas           | FBS                |
| Liverpool               | Jürgen Klopp     | Jordan Henderson  | Nike             | Standard Chartered |
| Manchester City         | Pep Guardiola    | İlkay Gündoğan    | Puma             | Etihad Airways     |
| Manchester United       | Erik ten Hag     | Harry Maguire     | Adidas           | TeamViewer         |
| Newcastle United        | Eddie Howe       | Jamaal Lascelles  | Castore          | FUN88              |
| Nottingham Forest       | Steve Cooper     | Joe Worrall       | Macron           | UNHCR              |
| Southampton             | Rubén Sellés     | James Ward-Prowse | Hummel           | Sportsbet.io       |
| Tottenham Hotspur       | Ryan Mason       | Hugo Lloris       | Nike             | AIA                |
| West Ham United         | David Moyes      | Declan Rice       | Umbro            | Betway             |
| Wolverhampton Wanderers | Julen Lopetegui  | Rúben Neves       | Castore          | AstroPay           |

### Tränarförändringar
| Lag                     | Dåvarande tränare | Anledning till förändring     | Datum            | Ligaposition | Ny tränare        | Anställningsdatum |
| ----------------------- | ----------------- | ----------------------------- | ---------------- | ------------ | ----------------- | ----------------- |
| Manchester United       | Ralf Rangnick     | Tillfälligt kontrakt utgånget | 22 maj 2022      | Försäsong    | Erik ten Hag      | 23 maj 2022       |
| Bournemouth             | Scott Parker      | Avskedad                      | 30 augusti 2022  | 17:e         | Gary O'Neil       | 30 augusti 2022   |
| Chelsea                 | Thomas Tuchel     | Avskedad                      | 7 september 2022 | 6:e          | Graham Potter     | 8 september 2022  |
| Brighton & Hove Albion  | Graham Potter     | Kontrakterad av Chelsea       | 8 september 2022 | 4:e          | Roberto De Zerbi  | 18 september 2022 |
| Wolverhampton Wanderers | Bruno Lage        | Avskedad                      | 2 oktober 2022   | 18:e         | Julen Lopetegui   | 14 november 2022  |
| Aston Villa             | Steven Gerrard    | Avskedad                      | 20 oktober 2022  | 17:e         | Unai Emery        | 24 oktober 2022   |
| Southampton             | Ralph Hasenhüttl  | Avskedad                      | 7 november 2022  | 18:e         | Nathan Jones      | 10 november 2022  |
| Everton                 | Frank Lampard     | Avskedad                      | 23 januari 2023  | 19:e         | Sean Dyche        | 30 januari 2023   |
| Leeds United            | Jesse Marsch      | Avskedad                      | 6 februari 2023  | 17:e         | Javi Gracia       | 21 februari 2023  |
| Southampton             | Nathan Jones      | Avskedad                      | 12 februari 2023 | 20:e         | Rubén Sellés      | 12 februari 2023  |
| Crystal Palace          | Patrick Vieira    | Avskedad                      | 17 mars 2023     | 12:e         | Roy Hodgson       | 21 mars 2023      |
| Tottenham Hotspur       | Antonio Conte     | Avgick i samförstånd          | 26 mars 2023     | 4:e          | Cristian Stellini | 26 mars 2023      |
| Leicester City          | Brendan Rodgers   | Avgick i samförstånd          | 2 april 2023     | 19:e         | Dean Smith        | 10 april 2023     |
| Chelsea                 | Graham Potter     | Avskedad                      | 2 april 2023     | 11:e         | Frank Lampard     | 6 april 2023      |
| Tottenham Hotspur       | Cristian Stellini | Avskedad                      | 24 april 2023    | 5:e          | Ryan Mason        | 24 april 2023     |
| Leeds United            | Javi Gracia       | Avskedad                      | 3 maj 2023       | 17:e         | Sam Allardyce     | 3 maj 2023        |

## Tabeller

### Ligatabell
| Nr | Lag                     | S  | V  | O  | F  | GM | IM | MS  | P  |
| -- | ----------------------- | -- | -- | -- | -- | -- | -- | --- | -- |
| 1  | Manchester City (RM)    | 38 | 28 | 5  | 5  | 94 | 33 | +61 | 89 |
| 2  | Arsenal                 | 38 | 26 | 6  | 6  | 88 | 43 | +45 | 84 |
| 3  | Manchester United       | 38 | 23 | 6  | 9  | 58 | 43 | +15 | 75 |
| 4  | Newcastle United        | 38 | 19 | 14 | 5  | 68 | 33 | +35 | 71 |
| 5  | Liverpool               | 38 | 19 | 10 | 9  | 75 | 47 | +28 | 67 |
| 6  | Brighton & Hove Albion  | 38 | 18 | 8  | 12 | 72 | 53 | +19 | 62 |
| 7  | Aston Villa             | 38 | 18 | 7  | 13 | 51 | 46 | +5  | 61 |
| 8  | Tottenham Hotspur       | 38 | 18 | 6  | 14 | 70 | 63 | +7  | 60 |
| 9  | Brentford               | 38 | 15 | 14 | 9  | 58 | 46 | +12 | 59 |
| 10 | Fulham (U)              | 38 | 15 | 7  | 16 | 55 | 53 | +2  | 52 |
| 11 | Crystal Palace          | 38 | 11 | 12 | 15 | 40 | 49 | −9  | 45 |
| 12 | Chelsea                 | 38 | 11 | 11 | 16 | 38 | 47 | −9  | 44 |
| 13 | Wolverhampton Wanderers | 38 | 11 | 8  | 19 | 31 | 58 | −27 | 41 |
| 14 | West Ham United         | 38 | 11 | 7  | 20 | 42 | 55 | −13 | 40 |
| 15 | Bournemouth (U)         | 38 | 11 | 6  | 21 | 37 | 71 | −34 | 39 |
| 16 | Nottingham Forest (U)   | 38 | 9  | 11 | 18 | 38 | 68 | −30 | 38 |
| 17 | Everton                 | 38 | 8  | 12 | 18 | 34 | 57 | −23 | 36 |
| 18 | Leicester City          | 38 | 9  | 7  | 22 | 51 | 68 | −17 | 34 |
| 19 | Leeds United            | 38 | 7  | 10 | 21 | 48 | 78 | −30 | 31 |
| 20 | Southampton             | 38 | 6  | 7  | 25 | 36 | 73 | −37 | 25 |

### Resultattabell
| Hemma \ Borta           | ARS | AVL | BOU | BRE | BHA | CHE | CRY | EVE | FUL | LEE | LEI | LIV | MCI | MUN | NEW | NOT | SOU | TOT | WHU | WOL |
| Arsenal                 | —   | 2–1 | 3–2 | 1–1 | 0–3 | 3–1 | 4–1 | 4–0 | 2–1 | 4–1 | 4–2 | 3–2 | 1–3 | 3–2 | 0–0 | 5–0 | 3–3 | 3–1 | 3–1 | 5–0 |
| Aston Villa             | 2–4 | —   | 3–0 | 4–0 | 2–1 | 0–2 | 1–0 | 2–1 | 1–0 | 2–1 | 2–4 | 1–3 | 1–1 | 3–1 | 3–0 | 2–0 | 1–0 | 2–1 | 0–1 | 1–1 |
| Bournemouth             | 0–3 | 2–0 | —   | 0–0 | 0–2 | 1–3 | 0–2 | 3–0 | 2–1 | 4–1 | 2–1 | 1–0 | 1–4 | 0–1 | 1–1 | 1–1 | 0–1 | 2–3 | 0–4 | 0–0 |
| Brentford               | 0–3 | 1–1 | 2–0 | —   | 2–0 | 0–0 | 1–1 | 1–1 | 3–2 | 5–2 | 1–1 | 3–1 | 1–0 | 4–0 | 1–2 | 2–1 | 3–0 | 2–2 | 2–0 | 1–1 |
| Brighton & Hove Albion  | 2–4 | 1–2 | 1–0 | 3–3 | —   | 4–1 | 1–0 | 1–5 | 0–1 | 1–0 | 5–2 | 3–0 | 1–1 | 1–0 | 0–0 | 1–0 | 3–1 | 0–1 | 4–0 | 6–0 |
| Chelsea                 | 0–1 | 0–2 | 2–0 | 0–2 | 1–2 | —   | 1–0 | 2–2 | 0–0 | 1–0 | 2–1 | 0–0 | 0–1 | 1–1 | 1–2 | 2–2 | 0–1 | 2–2 | 2–1 | 3–0 |
| Crystal Palace          | 0–2 | 3–1 | 2–0 | 1–1 | 1–1 | 1–2 | —   | 0–0 | 0–3 | 2–1 | 2–1 | 0–0 | 0–1 | 1–1 | 0–0 | 1–1 | 1–0 | 0–4 | 4–3 | 2–1 |
| Everton                 | 1–0 | 0–2 | 1–0 | 1–0 | 1–4 | 0–1 | 3–0 | —   | 1–3 | 1–0 | 0–2 | 0–0 | 0–3 | 1–2 | 1–4 | 1–1 | 1–2 | 1–1 | 1–0 | 1–2 |
| Fulham                  | 0–3 | 3–0 | 2–2 | 3–2 | 2–1 | 2–1 | 2–2 | 0–0 | —   | 2–1 | 5–3 | 2–2 | 1–2 | 1–2 | 1–4 | 2–0 | 2–1 | 0–1 | 0–1 | 1–1 |
| Leeds United            | 0–1 | 0–0 | 4–3 | 0–0 | 2–2 | 3–0 | 1–5 | 1–1 | 2–3 | —   | 1–1 | 1–6 | 1–3 | 0–2 | 2–2 | 2–1 | 1–0 | 1–4 | 2–2 | 2–1 |
| Leicester City          | 0–1 | 1–2 | 0–1 | 2–2 | 2–2 | 1–3 | 0–0 | 2–2 | 0–1 | 2–0 | —   | 0–3 | 0–1 | 0–1 | 0–3 | 4–0 | 1–2 | 4–1 | 2–1 | 2–1 |
| Liverpool               | 2–2 | 1–1 | 9–0 | 1–0 | 3–3 | 0–0 | 1–1 | 2–0 | 1–0 | 1–2 | 2–1 | —   | 1–0 | 7–0 | 2–1 | 3–2 | 3–1 | 4–3 | 1–0 | 2–0 |
| Manchester City         | 4–1 | 3–1 | 4–0 | 1–2 | 3–1 | 1–0 | 4–2 | 1–1 | 2–1 | 2–1 | 3–1 | 4–1 | —   | 6–3 | 2–0 | 6–0 | 4–0 | 4–2 | 3–0 | 3–0 |
| Manchester United       | 3–1 | 1–0 | 3–0 | 1–0 | 1–2 | 4–1 | 2–1 | 2–0 | 2–1 | 2–2 | 3–0 | 2–1 | 2–1 | —   | 0–0 | 3–0 | 0–0 | 2–0 | 1–0 | 2–0 |
| Newcastle United        | 0–2 | 4–0 | 1–1 | 5–1 | 4–1 | 1–0 | 0–0 | 1–0 | 1–0 | 0–0 | 0–0 | 0–2 | 3–3 | 2–0 | —   | 2–0 | 3–1 | 6–1 | 1–1 | 2–1 |
| Nottingham Forest       | 1–0 | 1–1 | 2–3 | 2–2 | 3–1 | 1–1 | 1–0 | 2–2 | 2–3 | 1–0 | 2–0 | 1–0 | 1–1 | 0–2 | 1–2 | —   | 4–3 | 0–2 | 1–0 | 1–1 |
| Southampton             | 1–1 | 0–1 | 0–1 | 0–2 | 1–3 | 2–1 | 0–2 | 1–2 | 0–2 | 2–2 | 1–0 | 4–4 | 1–4 | 0–1 | 1–4 | 0–1 | —   | 3–3 | 1–1 | 1–2 |
| Tottenham Hotspur       | 0–2 | 0–2 | 2–3 | 1–3 | 2–1 | 2–0 | 1–0 | 2–0 | 2–1 | 4–3 | 6–2 | 1–2 | 1–0 | 2–2 | 1–2 | 3–1 | 4–1 | —   | 2–0 | 1–0 |
| West Ham United         | 2–2 | 1–1 | 2–0 | 0–2 | 0–2 | 1–1 | 1–2 | 2–0 | 3–1 | 3–1 | 0–2 | 1–2 | 0–2 | 1–0 | 1–5 | 4–0 | 1–0 | 1–1 | —   | 2–0 |
| Wolverhampton Wanderers | 0–2 | 1–0 | 0–1 | 2–0 | 2–3 | 1–0 | 2–0 | 1–1 | 0–0 | 2–4 | 0–4 | 3–0 | 0–3 | 0–1 | 1–1 | 1–0 | 1–0 | 1–0 | 1–0 | —   |

## Säsongsstatistik

### Skytteliga
| Rank | Spelare             | Klubb             | Mål |
| ---- | ------------------- | ----------------- | --- |
| 1    | Erling Haaland      | Manchester City   | 36  |
| 2    | Harry Kane          | Tottenham Hotspur | 30  |
| 3    | Ivan Toney          | Brentford         | 20  |
| 4    | Mohamed Salah       | Liverpool         | 19  |
| 5    | Callum Wilson       | Newcastle United  | 18  |
| 6    | Marcus Rashford     | Manchester United | 17  |
| 7    | Gabriel Martinelli  | Arsenal           | 15  |
| 7    | Ollie Watkins       | Aston Villa       | 15  |
| 7    | Martin Ødegaard     | Arsenal           | 15  |
| 10   | Aleksandar Mitrović | Fulham            | 14  |
| 10   | Bukayo Saka         | Arsenal           | 14  |

### Assistligan
| Rank | Spelare                | Klubb                          | Assist |
| ---- | ---------------------- | ------------------------------ | ------ |
| 1    | Kevin De Bruyne        | Manchester City                | 16     |
| 2    | Mohamed Salah          | Liverpool                      | 12     |
| 2    | Leandro Trossard       | Brighton & Hove Albion/Arsenal | 12     |
| 4    | Michael Olise          | Crystal Palace                 | 11     |
| 4    | Bukayo Saka            | Arsenal                        | 11     |
| 6    | Riyad Mahrez           | Manchester City                | 10     |
| 7    | Trent Alexander-Arnold | Liverpool                      | 9      |
| 7    | James Maddison         | Leicester City                 | 9      |
| 9    | Christian Eriksen      | Manchester United              | 8      |
| 9    | Bruno Fernandes        | Manchester United              | 8      |
| 9    | Morgan Gibbs-White     | Nottingham Forest              | 8      |
| 9    | Pascal Groß            | Brighton & Hove Albion         | 8      |
| 9    | Erling Haaland         | Manchester City                | 8      |
| 9    | Bryan Mbeumo           | Brentford                      | 8      |
| 9    | Ivan Perišić           | Tottenham Hotspur              | 8      |
| 9    | Andrew Robertson       | Liverpool                      | 8      |

### Hat-tricks
| Spelare          | För                    | Mot                     | Resultat | Datum             |
| ---------------- | ---------------------- | ----------------------- | -------- | ----------------- |
| Erling Haaland   | Manchester City        | Crystal Palace          | 4–2 (H)  | 27 augusti 2022   |
| Erling Haaland   | Manchester City        | Nottingham Forest       | 6–0 (H)  | 31 augusti 2022   |
| Ivan Toney       | Brentford              | Leeds United            | 5–2 (H)  | 3 september 2022  |
| Son Heung-Min    | Tottenham Hotspur      | Leicester City          | 6–2 (H)  | 17 september 2022 |
| Leandro Trossard | Brighton & Hove Albion | Liverpool               | 3–3 (B)  | 1 oktober 2022    |
| Erling Haaland   | Manchester City        | Manchester United       | 6–3 (H)  | 2 oktober 2022    |
| Phil Foden       | Manchester City        | Manchester United       | 6–3 (H)  | 2 oktober 2022    |
| Erling Haaland   | Manchester City        | Wolverhampton Wanderers | 3–0 (H)  | 22 januari 2023   |

Noter
(H) – Hemma 
 (B) – Borta

### Hållna nollor
| Rank | Spelare           | Klubb                   | Hållna nollor |
| ---- | ----------------- | ----------------------- | ------------- |
| 1    | David de Gea      | Manchester United       | 17            |
| 2    | Alisson           | Liverpool               | 14            |
| 2    | Nick Pope         | Newcastle United        | 14            |
| 2    | Aaron Ramsdale    | Arsenal                 | 14            |
| 5    | David Raya        | Brentford               | 12            |
| 6    | Ederson           | Manchester City         | 11            |
| 6    | Emiliano Martínez | Aston Villa             | 11            |
| 6    | José Sá           | Wolverhampton Wanderers | 11            |
| 9    | Kepa Arrizabalaga | Chelsea                 | 9             |
| 10   | Łukasz Fabiański  | West Ham United         | 8             |
| 10   | Bernd Leno        | Fulham                  | 8             |
| 10   | Jordan Pickford   | Everton                 | 8             |

### Räddningar
| Rank | Spelare          | Klubb                   | Räddningar |
| ---- | ---------------- | ----------------------- | ---------- |
| 1    | David Raya       | Brentford               | 154        |
| 2    | Bernd Leno       | Fulham                  | 144        |
| 3    | Jordan Pickford  | Everton                 | 124        |
| 4    | Alisson          | Liverpool               | 108        |
| 4    | Łukasz Fabiański | West Ham United         | 108        |
| 4    | José Sá          | Wolverhampton Wanderers | 108        |

### Passningar

#### Spelare
| Rank | Spelare                | Klubb                  | Passningar |
| ---- | ---------------------- | ---------------------- | ---------- |
| 1    | Lewis Dunk             | Brighton & Hove Albion | 3 208      |
| 2    | Rodri                  | Manchester City        | 2 977      |
| 3    | Virgil van Dijk        | Liverpool              | 2 581      |
| 4    | Gabriel                | Arsenal                | 2 396      |
| 5    | Trent Alexander-Arnold | Liverpool              | 2 209      |

#### Klubb
| Rank | Klubb                  | Passningar |
| ---- | ---------------------- | ---------- |
| 1    | Manchester City        | 25 072     |
| 2    | Liverpool              | 22 401     |
| 3    | Brighton & Hove Albion | 21 280     |
| 4    | Chelsea                | 21 179     |
| 5    | Arsenal                | 20 450     |

### Disciplin

#### Spelare
- Flest gula kort: 14[51]
  -  João Palhinha (Fulham)

- Flest röda kort: 2[52]
  -  Casemiro (Manchester United)

#### Klubb
- Flest gula kort: 84[53]
  - Leeds United
  - Nottingham Forest
  - Wolverhampton Wanderers

- Flest röda kort: 6[54]
  - Wolverhampton Wanderers

## Utmärkelser

### Månatliga utmärkelser
| Månad             | Månadens tränare | Månadens tränare  | Månadens spelare | Månadens spelare  | Månadens mål        | Månadens mål            | Månadens räddning | Månadens räddning | Referens                    |
| Månad             | Tränare          | Klubb             | Spelare          | Klubb             | Spelare             | Klubb                   | Spelare           | Klubb             | Referens                    |
| ----------------- | ---------------- | ----------------- | ---------------- | ----------------- | ------------------- | ----------------------- | ----------------- | ----------------- | --------------------------- |
| Augusti           | Mikel Arteta     | Arsenal           | Erling Haaland   | Manchester City   | Allan Saint-Maximin | Newcastle United        | Nick Pope         | Newcastle United  | [ 55 ] [ 56 ] [ 57 ] [ 58 ] |
| September         | Erik ten Hag     | Manchester United | Marcus Rashford  | Manchester United | Ivan Toney          | Brentford               | Jordan Pickford   | Everton           | [ 59 ] [ 60 ] [ 61 ] [ 62 ] |
| Oktober           | Eddie Howe       | Newcastle United  | Miguel Almirón   | Newcastle United  | Miguel Almirón      | Newcastle United        | Kepa Arrizabalaga | Chelsea           | [ 63 ] [ 64 ] [ 65 ] [ 66 ] |
| November/December | Mikel Arteta     | Arsenal           | Martin Ødegaard  | Arsenal           | Demarai Gray        | Everton                 | Gavin Bazunu      | Southampton       | [ 67 ] [ 68 ] [ 69 ] [ 70 ] |
| Januari           | Mikel Arteta     | Arsenal           | Marcus Rashford  | Manchester United | Michael Olise       | Crystal Palace          | Nick Pope         | Newcastle United  | [ 71 ] [ 72 ] [ 73 ] [ 74 ] |
| Februari          | Erik ten Hag     | Manchester United | Marcus Rashford  | Manchester United | Willian             | Fulham                  | David de Gea      | Manchester United | [ 75 ] [ 76 ] [ 77 ] [ 78 ] |
| Mars              | Mikel Arteta     | Arsenal           | Bukayo Saka      | Arsenal           | Jonny               | Wolverhampton Wanderers | Aaron Ramsdale    | Arsenal           | [ 79 ] [ 80 ] [ 81 ] [ 82 ] |
| April             | Unai Emery       | Aston Villa       | Erling Haaland   | Manchester City   | Matheus Nunes       | Wolverhampton Wanderers | Aaron Ramsdale    | Arsenal           | [ 83 ] [ 84 ] [ 85 ] [ 86 ] |

### Årliga priser
| Pris                                       | Vinnare        | Klubb           |
| ------------------------------------------ | -------------- | --------------- |
| Årets fotbollsspelare i England (PFA)      | Erling Haaland | Manchester City |
| Årets Unge fotbollsspelare i England (PFA) | Bukayo Saka    | Manchester City |
| Årets fotbollsspelare i England (FWA)      | Erling Haaland | Manchester City |

| PFA Team of the Year | PFA Team of the Year               | PFA Team of the Year               | PFA Team of the Year               | PFA Team of the Year              | PFA Team of the Year             | PFA Team of the Year             | PFA Team of the Year             | PFA Team of the Year             | PFA Team of the Year           | PFA Team of the Year           | PFA Team of the Year           | PFA Team of the Year           |
| -------------------- | ---------------------------------- | ---------------------------------- | ---------------------------------- | --------------------------------- | -------------------------------- | -------------------------------- | -------------------------------- | -------------------------------- | ------------------------------ | ------------------------------ | ------------------------------ | ------------------------------ |
| Målvakt              | Aaron Ramsdale (Arsenal)           | Aaron Ramsdale (Arsenal)           | Aaron Ramsdale (Arsenal)           | Aaron Ramsdale (Arsenal)          | Aaron Ramsdale (Arsenal)         | Aaron Ramsdale (Arsenal)         | Aaron Ramsdale (Arsenal)         | Aaron Ramsdale (Arsenal)         | Aaron Ramsdale (Arsenal)       | Aaron Ramsdale (Arsenal)       | Aaron Ramsdale (Arsenal)       | Aaron Ramsdale (Arsenal)       |
| Försvar              | Kieran Trippier (Newcastle United) | Kieran Trippier (Newcastle United) | Kieran Trippier (Newcastle United) | Rúben Dias (Manchester City)      | Rúben Dias (Manchester City)     | Rúben Dias (Manchester City)     | John Stones (Manchester City)    | John Stones (Manchester City)    | John Stones (Manchester City)  | William Saliba (Arsenal)       | William Saliba (Arsenal)       | William Saliba (Arsenal)       |
| Mittfält             | Kevin De Bruyne (Manchester City)  | Kevin De Bruyne (Manchester City)  | Kevin De Bruyne (Manchester City)  | Kevin De Bruyne (Manchester City) | Rodri (Manchester City)          | Rodri (Manchester City)          | Rodri (Manchester City)          | Rodri (Manchester City)          | Martin Ødegaard (Arsenal)      | Martin Ødegaard (Arsenal)      | Martin Ødegaard (Arsenal)      | Martin Ødegaard (Arsenal)      |
| Anfall               | Bukayo Saka (Arsenal)              | Bukayo Saka (Arsenal)              | Bukayo Saka (Arsenal)              | Bukayo Saka (Arsenal)             | Erling Haaland (Manchester City) | Erling Haaland (Manchester City) | Erling Haaland (Manchester City) | Erling Haaland (Manchester City) | Harry Kane (Tottenham Hotspur) | Harry Kane (Tottenham Hotspur) | Harry Kane (Tottenham Hotspur) | Harry Kane (Tottenham Hotspur) |

## Anmärkningslista
1. ↑  West Ham United kvalificerade sig för Europa League 2023/2024 som regerande Europa Conference League-mästare.